# ロングモーン蒸留所
ロングモーン蒸留所（ロングモーンじょうりゅうじょ、英語: Longmorn Distillery）は、スコットランドのスペイサイドにあるスコッチ・ウイスキーの蒸留所。ブレンド用原酒として高い評価を得ており、生産されたウイスキーの多くがシーバスリーガルをはじめとしたブレンデッドウイスキーに用いられる。

## 歴史
ロングモーン蒸留所は1894年にジョン・ダフ、ジョージ・トムソン、チャールズ・シレスらによって「ロングモーン・グレンリベット・ディスティラリー社」として創業された。ジョンは当時52歳であり、グレンロッシー蒸留所の創業者でもあった。この当時のハイランド地方はウイスキーブームに湧いていて多数の蒸留所が創業している時期だったこともあり、ジョンはロングモーンと同時にベンリアック蒸留所も合わせて創業している。エルギン一帯は穀倉地帯であり、なおかつロングモーンの周辺でピートが取れることからウイスキー造りに適した地であった。ロングモーンは当時の金額でおよそ2万ポンド、2017年現在の価値に直すと200万ポンドを投じて建設された。「ロングモーン」はゲール語で「聖人の場所」（place of the holyman）の意味であり、実際、蒸留所が建っている場所にはもともとチャペルがあったとされている。なお、古英語の「ランモーガンド」（聖人の地）が由来であるとする説もある。
創業の5年後にはジョンは他の二人から経営権を買い取ったが、1898年にはパティソン事件が発生、その影響を受けてロングモーンは1900年に倒産し、ジェームズ・R・グラントによって買収されると1970年代まで同家のもとで経営が続いた。その間、1919年4月にはニッカウヰスキーの創業者・竹鶴政孝が1週間のウイスキー製造実習をロングモーンで行っている。1972年にはグレングラント蒸留所およびグレンリベット蒸留所と経営統合してグレンリベット・ディスティラーズ社を設立、1977年にはシーグラム社傘下に入る。その後2001年にペルノ・リカールがシーグラム傘下のシーバスブラザーズを買収したため、以降はペルノ・リカール傘下に入っている。スコッチウイスキーの蒸留所としては珍しく、創業以来一度も経営不振などによって生産を停止していない。
1972年には蒸留器を4基から6基に、1974年には8基へと増設している。また、2012年に大規模な拡張工事を行っており、ステンレス製のウォッシュバックを3基増設したほか、蒸留器に改良を施したことで年間生産能力がそれまでの30%増となる450万リットルとなった。

## 製造

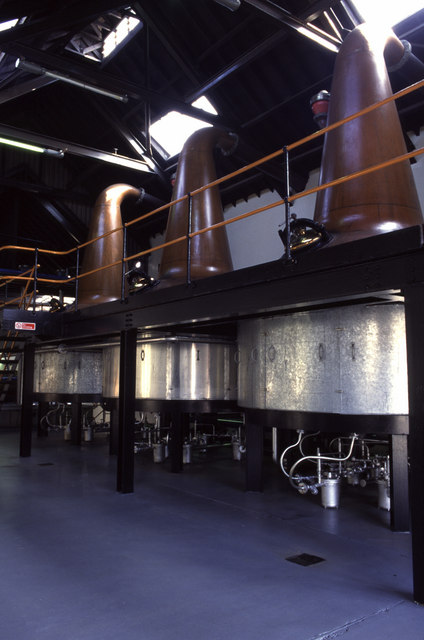
ポットスチル(1995年撮影)

ロングモーンの年間生産能力は450万リットルである。

### 製麦・仕込み・発酵
ロングモーンでの製麦は1970年代に廃止されている。一度の仕込みで8.5トンの麦芽を使用する
マッシュタン（糖化槽）はブリッグス社製のものを使用しており、一度の糖化にかかる時間は5時間である。
ウォッシュバック（発酵槽）はステンレス製のものが10基ある。容量は39,000リットルで、およそ50時間の発酵を経る。

### 蒸留
ポットスチルは初留器が4基、再留器が4基の合計8基が稼働している。すべてタマネギのような形をしたストレートヘッド型であり、形状はやや太めである。加熱方式は1990年代まで初留で直火方式を採用していたが、2021年時点ではエクスターナルヒーティング方式を採用している。再留は1972年以降は一般的な蒸気式を採用している。容量は初留が17,000リットル、再留のうち3期が15,000リットル、1基が13,600リットルである。ウイスキーの蒸留所としては珍しく初留器と再留器の置かれている部屋が分かれているが、これはかつて初留器が石炭を使った直火式だった名残である。

### 熟成・瓶詰め
敷地内にダンネージ式熟成庫がいくつかあるものの、生産されたウイスキーはすべてタンクローリーでペルノ・リカール社の熟成庫へ輸送される。

## 製品

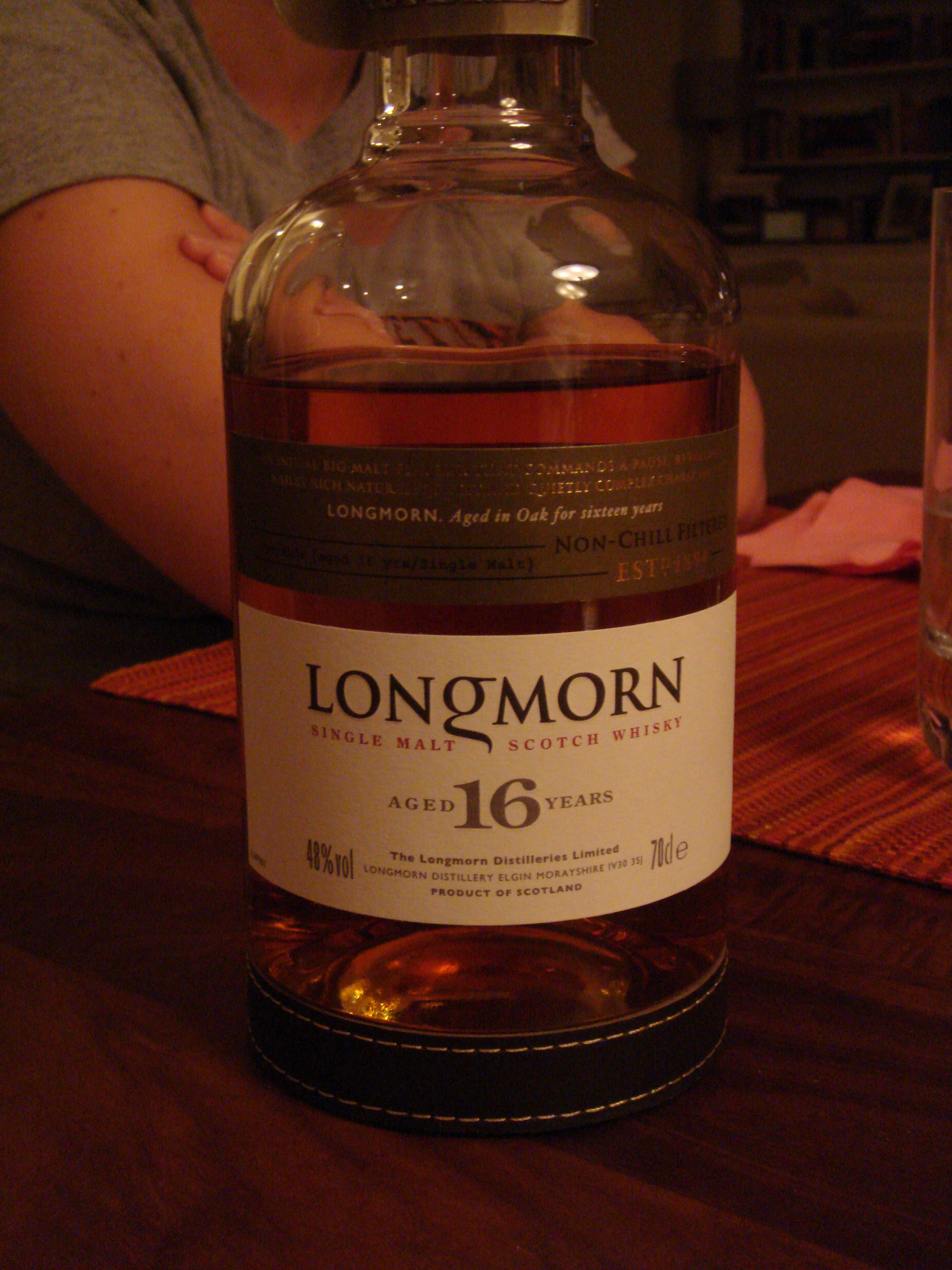
ロングモーン16年

ロングモーン蒸留所で生産されたウイスキーはブレンド用原酒としてブレンダーから高い評価を受けており、その多くはブレンデッドウイスキー用、主にシーバスリーガルとロイヤルサルートに使われている。そのためシングルモルトとして販売される量は決して多くなく、インディペンデント・ボトラーからボトルが販売される機会も少ない。

### 現行のラインナップ
シングルモルトウイスキーとしては、ペルノ・リカールが展開する「シークレット・スペイサイド」シリーズから18年、23年、25年熟成のボトルが販売されている.
ロングモーン18年について、評論家の土屋守は『完全版 シングルモルトスコッチ大全』(2021年)内で下記のようにテイスティングしている。
ロングモーン25年はカスクストレングスでボトリングされているため、バッチごとにアルコール度数が異なる。度数はおおむね52 – 53%。バーテンダーの西川大五郎はロングモーン25年の味わいを「甘みが強くシナモンやリンゴのような香りが漂う」と評している。

### 使用されているブレンデッドウイスキー
- シーバスリーガル[1]
- ロイヤルサルート[17]
- 100パイパーズ[1]
- パスポート[1]
- サムシングスペシャル[18]
- シンジケート58/6[19]

## 評価
ロングモーンはブレンド用原酒としてブレンダーから高い評価を受けている。シーバスブラザーズ社のマスターブレンダー、コリン・スコットは「ロングモーンはまさに宝だ」と述べ、「影響力が強くしかも端正で、いっしょにブレンドされた他のウイスキーと調和してくれる」と評価している。
土屋守はオフィシャルボトルのロングモーン18年を「スペイサイドモルトのひとつの到達点」と評価している。チャールズ・マクリーンはロングモーンの味わいを「花の香り漂うクラシックなスペイサイドモルト」と評している。評論家のマイケル・ジャクソンはロングモーンの味わいについて「シリアル系の麦芽っぽさ、蝋蜜を思い出させるフレーバー、そして、エステル風のフルーティさが特徴的」と述べ、ハウススタイルを「舌がコーティングされていくよう、麦芽、複雑。何にでも合う、食前酒として喜びを与える、そして、とくにデザートと一緒に。」と評価している。